# Aedes thibaulti
Aedes thibaulti är en tvåvingeart som beskrevs av Dyar och Frederick Knab 1910. Aedes thibaulti ingår i släktet Aedes och familjen stickmyggor. Inga underarter finns listade i Catalogue of Life.